# Amegilla lieftincki
Amegilla lieftincki är en biart som beskrevs av Brooks 1988. Amegilla lieftincki ingår i släktet Amegilla och familjen långtungebin. Inga underarter finns listade i Catalogue of Life.